# Apoštolská nunciatura v Irsku
Apoštolská nunciatura, neboli vyslanectví Svatého stolce v Irské republice, je instituce plnící diplomatickou úlohu. Apoštolský nuncius je diplomat na úrovni velvyslance zastupující Svatý stolec. Sídlem apoštolského nuncia je Dublin. 

## Dějiny
Apoštolskou nunciaturu v Dublinu ustanovil papež Pius XI. apoštolkým brevem De Romanorum Pontificum z 27. listopadu 1929.

## Seznam apoštolských nunciů v Irsku
- Paschal Charles Robinson, O.F.M. (1929–1948)
- Ettore Felici (1949–1951)
- Gerald Patrick O'Hara (1951–1954)
- Albert Levame (1954–1958)
- Antonio Riberi (1959–1962)
- Giuseppe Maria Sensi (1962–1967)
- Joseph Francis McGeough (1967–1969)
- Gaetano Alibrandi (1969–1989)
- Emanuele Gerada (1989–1995)
- Luciano Storero (1995–2000)
- Giuseppe Lazzarotto (2000–2007)
- Giuseppe Leanza (2008–2011)
- Charles John Brown (2011–2017 )
- Jude Thaddeus Okolo (2017–2022)
- Luis Mariano Montemayor, od 25. února 2023